# Aller Hopp
Aller Hopp ist der Name einer kurpfälzischen Folk- und Tanzband.

## Geschichte
Die Band wurde 1997 von Ute und Ralf Walther sowie Marcus Krimmer gegründet. Seit 1999 wirken Ulrich Bischof und Dietrich Linhart als Gäste mit. Nach 2001 stieß Christoph Egerding-Krüger als Gruppenmitglied dazu. Das Repertoire des Ensembles umfasst Tänze, Lieder und Musikstücke aus Deutschland und Westeuropa. Zusammen mit dem Label Fidula Fon des Fidula-Verlags entstanden einige CDs und Bücher zum Grundthema Folk-Tanzen. Das Instrumentarium von Aller Hopp umfasst Akkordeon, Blockflöten, Dudelsäcke, Flute, Harfe, Holzsaxophon, Kontrabass, Perkussion und Whistles.
Aller Hopp spielt auf verschiedenen Festivals, Bal Folks, Straßenfesten etc.

## Auszeichnungen
- 1998: 1. Preis beim Straßenmusikfestival in Winnweiler[1]

## Diskografie
- 2002: Zwiefache (CD, Fidula 7758)
- 2004: Bal Folk (CD, Fidula 7759)
- 2006: Tanzarello (CD, Fidula 8804)

jeweils mit Begleitbuch zu den Tanzformen von Corina Oosterveen